# Elatreus (Phaiake)
Elatreus (altgriechisch Ἐλατρεύς Elatreús) ist eine Person der griechischen Mythologie.
Er ist in der Odyssee des Homer einer der Phaiaken, die an einem Agon zu Ehren des Odysseus teilnehmen. Nachdem Odysseus an der Küste Scherias, dem Land der Phaiaken, landet, wird ihm von Alkinoos und Arete versprochen, ihn nach Ithaka zurückzubringen. Zuvor wird ihm zu Ehren ein Agon veranstaltet, an dem neben Elatreus Akroneos, Okyalos, Nauteus, Prymneus, Anchialos, Eretmeus, Anabesineos, Ponteus, Thoon, Amphialos, Euryalos, Naubolides und schließlich die drei Söhne des Alkinoos Laodamas, Halios und Klytoneos teilnehmen. Aus den Wettkämpfen geht er als Sieger im Diskuswurf hervor.